# Castra Nova
Castra Nova (łac. Diocesis Castranovensis) – stolica historycznej diecezji we Cesarstwie rzymskim w prowincji Mauretania Cezarensis, zlikwidowana w VII w. podczas ekspansji islamskiej, współcześnie w północnej Algierii. Obecnie katolickie biskupstwo tytularne. 

## Biskupi tytularni
| Lp. | Biskup                    | Funkcja                                       | Od              | Do                   |
| --- | ------------------------- | --------------------------------------------- | --------------- | -------------------- |
| 1   | Alberto di Jorio          | –                                             | 5 kwietnia 1962 | 19 kwietnia 1962     |
| 2   | Frederick Hall            | emerytowany biskup Kisumu (Kenia)             | 2 grudnia 1963  | 27 lipca 1976        |
| 3   | James Daly                | biskup pomocniczy Rockville Centre (USA)      | 28 lutego 1977  | 14 października 2013 |
| 4   | Jorge Vázquez             | biskup pomocniczy Lomas de Zamora (Argentyna) | 3 grudnia 2013  | 3 lutego 2017        |
| 5   | Vicente de Paula Ferreira | biskup pomocniczy Belo Horizonte (Brazylia)   | 8 marca 2017    | 1 lutego 2023        |
| 6   | Claudio Castricone        | biskup pomocniczy Orán (Argentyna)            | 9 marca 2023    |                      |